# 米德赫斯特
米德赫斯特（Midhurst）是英格蘭西薩塞克斯的一個城市和民政教區，城市首次見於記載是在1186年。